# Stawiszyn (gmina 1870–1919)
Stawiszyn – dawna gmina wiejska istniejąca na przełomie XIX i XX wieku w guberni kaliskiej. Siedzibą władz gminy była osada miejska Stawiszyn.
Gmina Stawiszyn powstała za Królestwa Polskiego – 19 maja?/31 maja 1870 w powiecie kaliskim w guberni kaliskiej w związku z utratą praw miejskich przez miasto Stawiszyn i przekształceniu jego w wiejską gminę Stawiszyn w granicach dotychczasowego miasta.
W 1915 roku niemieckie władze okupacyjne wprowadziły administrację cywilną i przekształciły wiejską gminę Stawiszyn ponownie w miasto, liczące w 1916 roku 2750 mieszkańców
Z perspektywy prawa polskiego gmina Stawiszyn jako wiejska jednostka przestała funkcjonować dopiero 7 lutego 1919 w związku z przywróceniem Stawiszynowi praw miejskich i przekształceniem jednostki w gminę miejską.